# Starrcade
Starrcade is een professioneel worstelevenement dat normaal gesproken uitgezonden werd via closed-circuit television (CCTV) en pay-per-view (PPV). Het evenement is oorspronkelijk ontstaan in de National Wrestling Alliance (NWA) van 1983 tot 1990, met de evenementen van 1983 tot 1987 die specifiek werden gehouden door Jim Crockett Promotions (JCP) onder de NWA en vervolgens door World Championship Wrestling (WCW) van 1988 tot 2000. Starrcade was de belangrijkste show van NWA en WCW, net als de rivaliserende WrestleMania van de World Wrestling Federation (WWF, nu WWE). Na 17 jaar bracht WWE Starrcade terug in 2017 als een house show. In 2018 en 2019 was Starrcade een WWE Network special.

## Evenementen
| Evenement                                       | Datum            | Stad                       | Locatie                        | Main Event |
| NWA: JCP                                        | NWA: JCP         | NWA: JCP                   | NWA: JCP                       | NWA: JCP |
| ----------------------------------------------- | ---------------- | -------------------------- | ------------------------------ | --- |
| Starrcade '83: A Flair for the Gold             | 24 november 1983 | Greensboro, North Carolina | Greensboro Coliseum            | Harley Race (c) vs. Ric Flair in een Steel Cage match voor het NWA World Heavyweight Championship met Gene Kiniski als Special Guest Referee |
| Starrcade '84: The Million Dollar Challenge     | 22 november 1984 | Greensboro, North Carolina | Greensboro Coliseum            | Ric Flair (c) vs. Dusty Rhodes voor het NWA World Heavyweight Championship met Joe Frazier als Special Guest Referee                         |
| Starrcade '85: The Gathering                    | 18 november 1985 | Greensboro, North Carolina | Greensboro Coliseum            | Ric Flair (c) vs. Dusty Rhodes voor het NWA World Heavyweight Championship                                                                   |
| Starrcade '85: The Gathering                    | 18 november 1985 | Atlanta, Georgia           | The Omni                       | Ric Flair (c) vs. Dusty Rhodes voor het NWA World Heavyweight Championship                                                                   |
| Starrcade '86: Night of the Skywalkers          | 27 november 1986 | Greensboro, North Carolina | Greensboro Coliseum            | Ric Flair (c) vs. Nikita Koloff voor het NWA World Heavyweight Championship                                                                  |
| Starrcade '86: Night of the Skywalkers          | 27 november 1986 | Atlanta, Georgia           | The Omni                       | Ric Flair (c) vs. Nikita Koloff voor het NWA World Heavyweight Championship                                                                  |
| Starrcade '87: Chi-Town Heat                    | 26 november 1987 | Chicago, Illinois          | UIC Pavilion                   | Ron Garvin (c) vs. Ric Flair in een Steel Cage match voor het NWA World Heavyweight Championship                                             |
| NWA: WCW                                        |                  |                            |                                | |
| Starrcade '88: True Gritt                       | 26 december 1988 | Norfolk, Virginia          | Norfolk Scope                  | Ric Flair (c) vs. Lex Luger voor het NWA World Heavyweight Championship                                                                      |
| Starrcade '89: Future Shock                     | 13 december 1989 | Atlanta, Georgia           | The Omni                       | Ric Flair vs. Sting |
| Starrcade '90: Collision Course                 | 16 december 1990 | St. Louis, Missouri        | Kiel Auditorium                | Sting (c) vs. The Black Scorpion voor het NWA World Heavyweight Championship met Dick the Bruiser als Special Guest Referee                  |
| WCW                                             |                  |                            |                                | |
| Starrcade '91: Battlebowl/The Lethal Lottery    | 29 december 991  | Norfolk, Virginia          | Norfolk Scope                  | Battlebowl |
| Starrcade '92: BattleBowl/The Lethal Lottery II | 28 december 1992 | Atlanta, Georgia           | The Omni                       | Battlebowl |
| Starrcade '93: 10th Anniversary                 | 27 december 1993 | Charlotte, North Carolina  | Independence Arena             | Vader (c) vs. Ric Flair in een Title vs. Career match voor het WCW World Heavyweight Championship                                            |
| Starrcade '94: Triple Threat                    | 27 december 1994 | Nashville, Tennessee       | Nashville Municipal Auditorium | Hulk Hogan (c) vs. The Butcher voor het WCW World Heavyweight Championship                                                                   |
| Starrcade '95: World Cup of Wrestling           | 27 december 1995 | Nashville, Tennessee       | Nashville Municipal Auditorium | Ric Flair (c) vs. Randy Savage voor het WCW World Heavyweight Championship                                                                   |
| Starrcade '96                                   | 29 december 1996 | Nashville, Tennessee       | Nashville Municipal Auditorium | Hollywood Hogan vs. Roddy Piper |
| Starrcade '97                                   | 28 december 1997 | Washington D.C.            | MCI Center                     | Hollywood Hogan (c) vs. Sting voor het WCW World Heavyweight Championship                                                                    |
| Starrcade '98                                   | 27 december 1998 | Washington D.C.            | MCI Center                     | Goldberg (c) vs. Kevin Nash in een no disqualification match voor het WCW World Heavyweight Championship                                     |
| Starrcade '99                                   | 19 december 1999 | Washington D.C.            | MCI Center                     | Bret Hart (c) vs. Goldberg in een no disqualification match voor het WCW World Heavyweight Championship                                      |
| Starrcade 2000                                  | 17 december 2000 | Washington D.C.            | MCI Center                     | Scott Steiner (c) vs. Sid Vicious voor het WCW World Heavyweight Championship                                                                |
| WWE                                             |                  |                            |                                | |
| Starrcade 2017                                  | 25 november 2017 | Greensboro, North Carolina | Greensboro Coliseum            | AJ Styles (c) vs. Jinder Mahal in een Steel Cage match voor het WWE Championship                                                             |
| Starrcade 2018                                  | 24 november 2018 | Cincinnati, Ohio           | U.S. Bank Arena                | AJ Styles vs. Samoa Joe in een Steel Cage match                                                                                              |
| Starrcade 2019                                  | 1 december 2019  | Duluth, Georgia            | Infinite Energy Center         | Bobby Lashley vs. Kevin Owens |